# Hòa Thắng, Buôn Ma Thuột
Hòa Thắng là một xã thuộc thành phố Buôn Ma Thuột, tỉnh Đắk Lắk, Việt Nam.
Xã Hòa Thắng có diện tích 31,69 km², dân số năm 1999 là 16.388 người, mật độ dân số đạt 517 người/km².